# Torneo Internacional de España de balonmano (Männer)
Das Torneo Internacional de España de balonmano, abgekürzt TIE, ist ein Handballwettbewerb in Spanien. Der Wettbewerb für Männer wird seit dem Jahr 1975 ausgerichtet. Veranstalter ist die Real Federación Española de Balonmano (RFEBM). Seit 1978 wird auch ein Frauenturnier veranstaltet. Seit dem Jahr 2000 trägt das Turnier zu Ehren von Domingo Bárcenas auch den Namen Trofeo Memorial Domingo Bárcenas.

## Geschichte
Das Turnier, grundsätzlich als Vier-Nationen-Turnier angelegt, wird jeweils kurz vor großen internationalen Turnieren (Weltmeisterschaft oder Europameisterschaft bzw. entsprechende andere Kontinentalmeisterschaften) ausgetragen und dient den Mannschaften als Vorbereitung auf dieses Turnier.
Erstmals fand der Wettbewerb im Jahr 1975 statt, Veranstaltungsort war Alicante. Die polnische Auswahl gewann diese erste Ausgabe. In einigen Jahren nahmen mehr als vier Mannschaften teil: Fünf Teams waren es 1975, 1978, 1980, 1985, 1986 und 1988; jeweils sechs Mannschaften nahmen 1982 bis 1984 und 2025 teil. Die Auswahl des Gastgebers gewann das Turnier durchgehend seit der Ausgabe im Jahr 2004.

## Austragungen
| Nr. | Jahr | Ort        | Teilnehmer | Platzierungen            | Platzierungen | Platzierungen | Platzierungen                  |
| Nr. | Jahr | Ort        | Teilnehmer | 1. Platz (Turniersieger) | 2. Platz      | 3. Platz      | weitere Platzierungen          |
| --- | ---- | ---------- | ---------- | ------------------------ | ------------- | ------------- | ------------------------------ |
| 47  | 2023 | Benidorm   | 4          | Spanien                  | Rumänien      | Argentinien   | Bahrain                        |
| 48  | 2024 | Granollers | 4          | Spanien                  | Polen         | Serbien       | Slowakei                       |
| 49  | 2025 | Castelló   | 6          | Spanien                  | Norwegen      | Rumänien      | Argentinien, Ägypten, Slowakei |